# Розен, Густав Фридрих
Граф Гу́став Фри́дрих фон Ро́зен (нем. Gustav Friedrich von Rosen, швед. Gustaf Fredrik von Rosen; 6 августа 1688, Ревель — 17 июня 1769, Стокгольм) — шведский генерал, член риксрода.

## Биография
Сопровождал Карла XII в его войнах. Был генерал-губернатором Финляндии.
Во время Семилетней войны одно время командовал шведскими войсками. Принадлежал партии «шляп» и после падения этой партии был удален из риксрода (1765).